# Oinville-sur-Montcient
Oinville-sur-Montcient és un municipi francès, situat al departament d'Yvelines i a la regió de Illa de França. L'any 2007 tenia 1.131 habitants.
Forma part del cantó de Limay, del districte de Rambouillet i de la Comunitat urbana Grand Paris Seine et Oise.

## Demografia

### Població
El 2007 la població de fet d'Oinville-sur-Montcient era de 1.131 persones. Hi havia 388 famílies, de les quals 72 eren unipersonals (32 homes vivint sols i 40 dones vivint soles), 112 parelles sense fills, 180 parelles amb fills i 24 famílies monoparentals amb fills.
La població ha evolucionat segons el següent gràfic:
Habitants censats

### Habitatges
El 2007 hi havia 451 habitatges, 420 eren l'habitatge principal de la família, 14 eren segones residències i 17 estaven desocupats. 428 eren cases i 22 eren apartaments. Dels 420 habitatges principals, 366 estaven ocupats pels seus propietaris, 44 estaven llogats i ocupats pels llogaters i 10 estaven cedits a títol gratuït; 5 tenien una cambra, 15 en tenien dues, 62 en tenien tres, 80 en tenien quatre i 258 en tenien cinc o més. 368 habitatges disposaven pel capbaix d'una plaça de pàrquing. A 153 habitatges hi havia un automòbil i a 247 n'hi havia dos o més.

### Piràmide de població
La piràmide de població per edats i sexe el 2009 era:
| Homes | Edats   | Dones |
| ----- | ------- | ----- |
| 0     | 95 o +  | 0     |
| 0     | 90 a 94 | 0     |
| 12    | 85 a 89 | 8     |
| 0     | 80 a 84 | 16    |
| 16    | 75 a 79 | 8     |
| 20    | 70 a 74 | 32    |
| 16    | 65 a 69 | 16    |
| 24    | 60 a 64 | 32    |
| 28    | 55 a 59 | 20    |
| 32    | 50 a 54 | 28    |
| 40    | 45 a 49 | 40    |
| 64    | 40 a 44 | 68    |
| 72    | 35 a 39 | 68    |
| 16    | 30 a 34 | 32    |
| 28    | 25 a 29 | 20    |
| 20    | 20 a 24 | 28    |
| 48    | 15 a 19 | 44    |
| 56    | 10 a 14 | 44    |
| 68    | 5 a 9   | 24    |
| 20    | 0 a 4   | 48    |

## Economia
El 2007 la població en edat de treballar era de 769 persones, 565 eren actives i 204 eren inactives. De les 565 persones actives 520 estaven ocupades (278 homes i 242 dones) i 45 estaven aturades (23 homes i 22 dones). De les 204 persones inactives 62 estaven jubilades, 101 estaven estudiant i 41 estaven classificades com a «altres inactius».

### Ingressos
El 2009 a Oinville-sur-Montcient hi havia 410 unitats fiscals que integraven 1.102 persones, la mediana anual d'ingressos fiscals per persona era de 26.796 €.

### Activitats econòmiques
Dels 64 establiments que hi havia el 2007, 1 era d'una empresa alimentària, 2 d'empreses de fabricació de material elèctric, 5 d'empreses de construcció, 8 d'empreses de comerç i reparació d'automòbils, 2 d'empreses d'hostatgeria i restauració, 2 d'empreses d'informació i comunicació, 5 d'empreses immobiliàries, 19 d'empreses de serveis, 18 d'entitats de l'administració pública i 2 d'empreses classificades com a «altres activitats de serveis».
Dels 9 establiments de servei als particulars que hi havia el 2009, 2 eren tallers de reparació d'automòbils i de material agrícola, 2 fusteries, 1 lampisteria, 1 electricista, 1 perruqueria, 1 restaurant i 1 agència immobiliària.
Dels 4 establiments comercials que hi havia el 2009, 1 era una botiga de menys de 120 m², 1 una fleca, 1 una sabateria i 1 un drogueria.

## Equipaments sanitaris i escolars
L'únic equipament sanitari que hi havia el 2009 era una farmàcia.
El 2009 hi havia una escola elemental.

## Poblacions més properes
El següent diagrama mostra les poblacions més properes.